# Constantine Phipps, 1. markýz z Normanby
Constantine Henry Phipps, 1. markýz z Normanby (Constantine Henry Phipps, 1st Marquess of Normanby, 2nd Earl of Mulgrave, 2nd Viscount Normanby, 4th Baron Mulgrave) (15. května 1797 – 28. července 1863, Londýn, Anglie) byl britský státník, byl synem generála a ministra 1. hraběte z Mulgrave. Politicky náležel k whigům, tím se již v mládí odcizil otci. Během své kariéry byl místokrálem v Irsku, ministrem vnitra a kolonií, nakonec působil jako diplomat a byl velvyslancem ve Francii a Toskánsku. V roce 1838 získal titul markýze a byl rytířem Podvazkového řádu. Pokračovatelem rodu byl jeho nejstarší syn George Phipps, 2. markýz z Normanby (1819-1890), který zastával funkce u dvora a ve správě kolonií.

## Životopis
Pocházel ze šlechtického rodu Phippsů, mimo jiné patřil k nemanželskému potomstvu Jakuba II. Narodil se jako nejstarší syn generála a ministra Henryho Phippse, 1. hraběte z Mulgrave (1755-1831). Studoval v Etonu a Cambridge, v rodinné tradici byl poslancem Dolní sněmovny za Scarborough (1818-1820). V roce 1820 kvůli nesouhlasu s politickými názory svého otce dočasně opustil Anglii a v letech 1820-1822 žil v Itálii. Znovu byl členem Dolní sněmovny v letech 1822-1830, brzy si získal reputaci svými projevy a uplatnil se jako politický publicista, napsal také několik románů. Ve volbách v roce 1830 nekandidoval s ohledem na zdravotní stav svého otce a předpokládaný přechod do Sněmovny lordů. Rodové tituly zdědil v roce 1831 a stal se členem Horní sněmovny (do té doby jako otcův dědic vystupoval pod jménem vikomt Normanby).
V letech 1832-1834 byl guvernérem na Jamajce, po návratu do Anglie zaujal funkci lorda strážce tajné pečeti (1834). V druhé Melbournově vládě byl místokrálem v Irsku (1835-1839), mezitím byl v roce 1838 povýšen na markýze. Od února do září 1839 zastával funkci ministra války a kolonií, poté byl ministrem vnitra (1839-1841). Po několika letech v opozici se s návratem liberálů k moci stal velvyslancem v Paříži (1846-1852), svou kariéru završil jako vyslanec ve Florencii (1854-1857). Z Toskánska byl odvolán poté, co podle názoru parlamentu projevoval nepřípustné sympatie rakouské politice v Itálii. V roce 1847 obdržel velkokříž Řádu lázně, v roce 1851 získal Podvazkový řád.

## Rodina

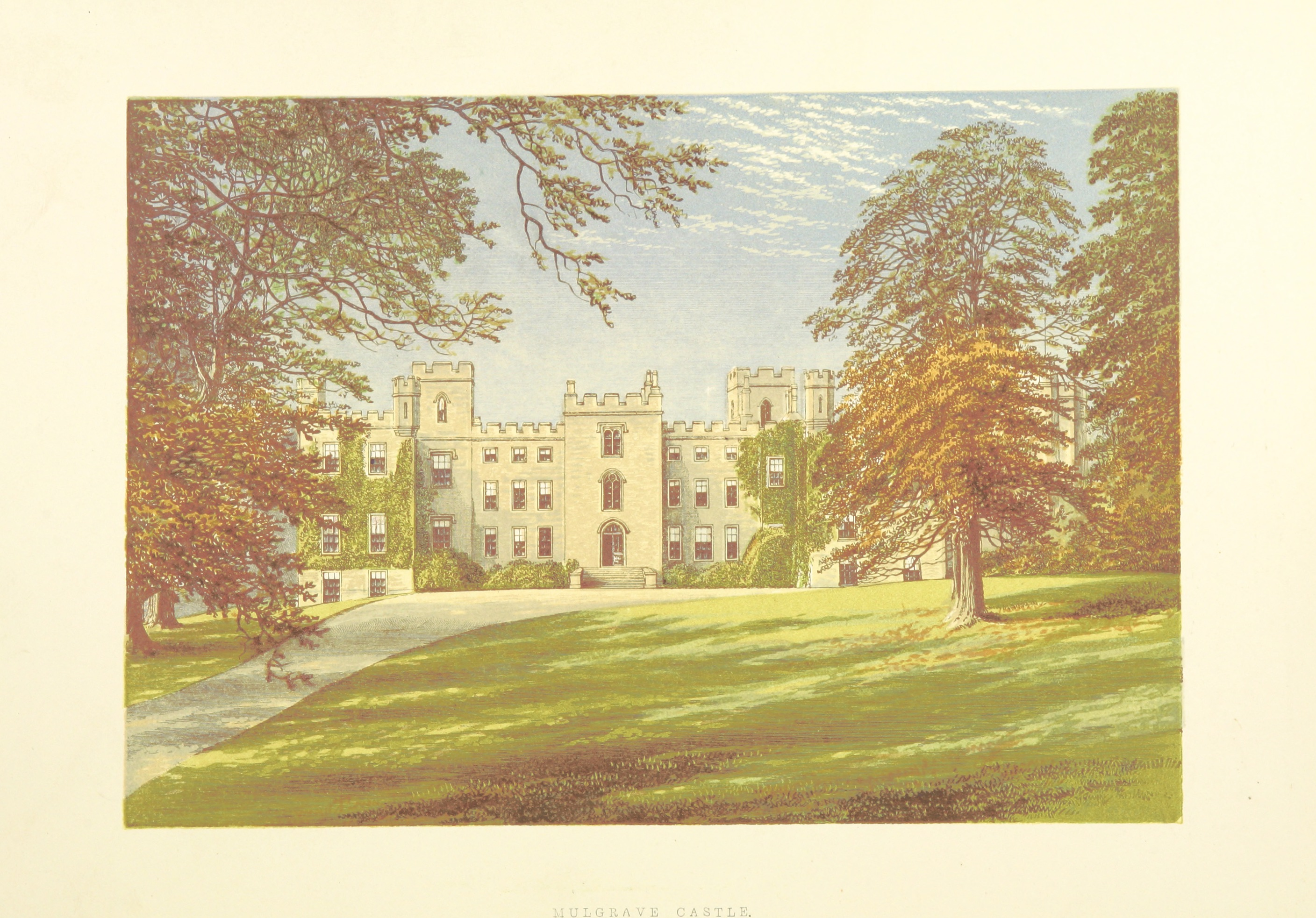
Zámek Mulgrave Castle (Yorkshire), hlavní sídlo rodu Phippsů

V roce 1818 se oženil s Mary Liddell (1798-1882), která pocházela ze staré šlechtické rodiny a byla dvorní dámou královny Viktorie. Její blízký vztah ke dvoru byl jedním z impulsů pro udělení titulu markýze jejímu manželovi v roce 1838. Měli spolu jediného syna Georga (1819-1890), který zastával vysoké funkce u dvora a ve správě kolonií. Hlavním rodovým sídlem byl zámek Mulgrave Castle (Yorkshire) z někdejšího majetku vévody z Buckinghamu. Z jeho bývalé titulatury také pocházel markýzát Normanby.
Jeho synovec Sir Constantine Phipps (1840-1911) byl vyslancem v Brazílii (1894-1900) a Belgii (1900-1906). Prasynovec Sir Eric Clare Edmund Phipps (1875-1945) byl také diplomatem a patřil k významným osobnostem meziválečného období jako velvyslanec v Německu (1933-1937) a Francii (1937-1939).